# 辐射Online
《異塵餘生Online》（英語：Fallout Online）是一款未完成的大型多人在线角色扮演游戏（MMORPG），由Interplay娱乐與Masthead Studios開發。該作本來會是《異塵餘生》系列的首款网络游戏，但在2012年遭到取消。Interplay一度於2010年釋出該作的官網，並且招募玩家進行Beta測試，不過關於遊戲本身的資訊並不多。根據對白編劇馬克·歐葛林（Mark O'Green）透露，該作的主要場景是美國西岸，故事背景設定在系列前幾作之後，劇情將隨著一連串災難事件展開。系列首作班底傑森·D·安德森曾擔任該作的總監。
該作最早由Interplay創辦人布萊恩·法戈發想，時間是1990年代末，但在之後數年都未能投入開發，Interplay也長期處於財務困境。贝塞斯达软件於2007年買下《異塵餘生》系列的知识产权，在合約中授權Interplay繼續開發《異塵餘生Online》，不過條件是Interplay必須在期限內籌資、投入開發並推出遊戲。Interplay隨即開始籌備，並給予該作一個代号「Project V13」。然而在最初的截止期限過後，贝塞斯达認定Interplay違約，而在2009年連同其他事宜向法院控告Interplay。雙方最終在2012年和解，Interplay娱乐將《異塵餘生Online》取消並交還授權，贝塞斯达在2018年推出自家的《異塵餘生》線上遊戲《辐射76》。

## 遊戲介紹
《異塵餘生Online》在遊戲玩法和劇情方面的資訊並不多。據對白編劇馬克·歐葛林（Mark O'Green）的說法，該作的舞台設定在美國西岸，涵蓋亞利桑那州、加利福尼亚州、内华达州、俄勒冈州與犹他州的部分地區。遊戲的開頭會發生一起末日事件（apocalypse），隨後引發一連串災難，可能包含小行星撞擊、火山爆發、核災和海嘯，以及系列首作的致命病毒「強制進化病毒」（Forced Evolutionary Virus）捲土重來。編劇安排這些災難的目的一來是創造新的故事線，二來是呈現一個過了兩百年卻依然混亂不堪的世界。其中一條故事線圍繞著内华达州的核试验場，一部分內容是玩家回到過去並體驗前幾代《異塵餘生》遊戲的事件。該作也可能有舊角色登場，例如系列首作的最終頭目主教（The Master）。
該作的玩法包含大型多人在线角色扮演游戏（MMORPG）和第三人称射击游戏的要素。玩家可以選擇不同的角色種族，例如人類、屍鬼或超級變種人。據官方發布的一則消息，屍鬼擁有工程和貿易的專長。玩家們可以組成公會，且遊戲裡設有商店，販賣品項包含手槍「9mm Burreyetta Model 86d」以及強力補藥「Chemblaster 3000 CDS」。《異塵餘生Online》包含給公會執行的大型解謎任务，任務完成後便會解鎖新的遊戲內容，且解開謎題的公會可以得到獎勵。該作的敵人包含在系列首作中被刪除的變種人型浣熊，以及有通靈能力的孩童（靈感來自《準午前十時》）。該作的地圖面積推估為65,500平方英尺（6,100平方）。

## 歷史

### 早期

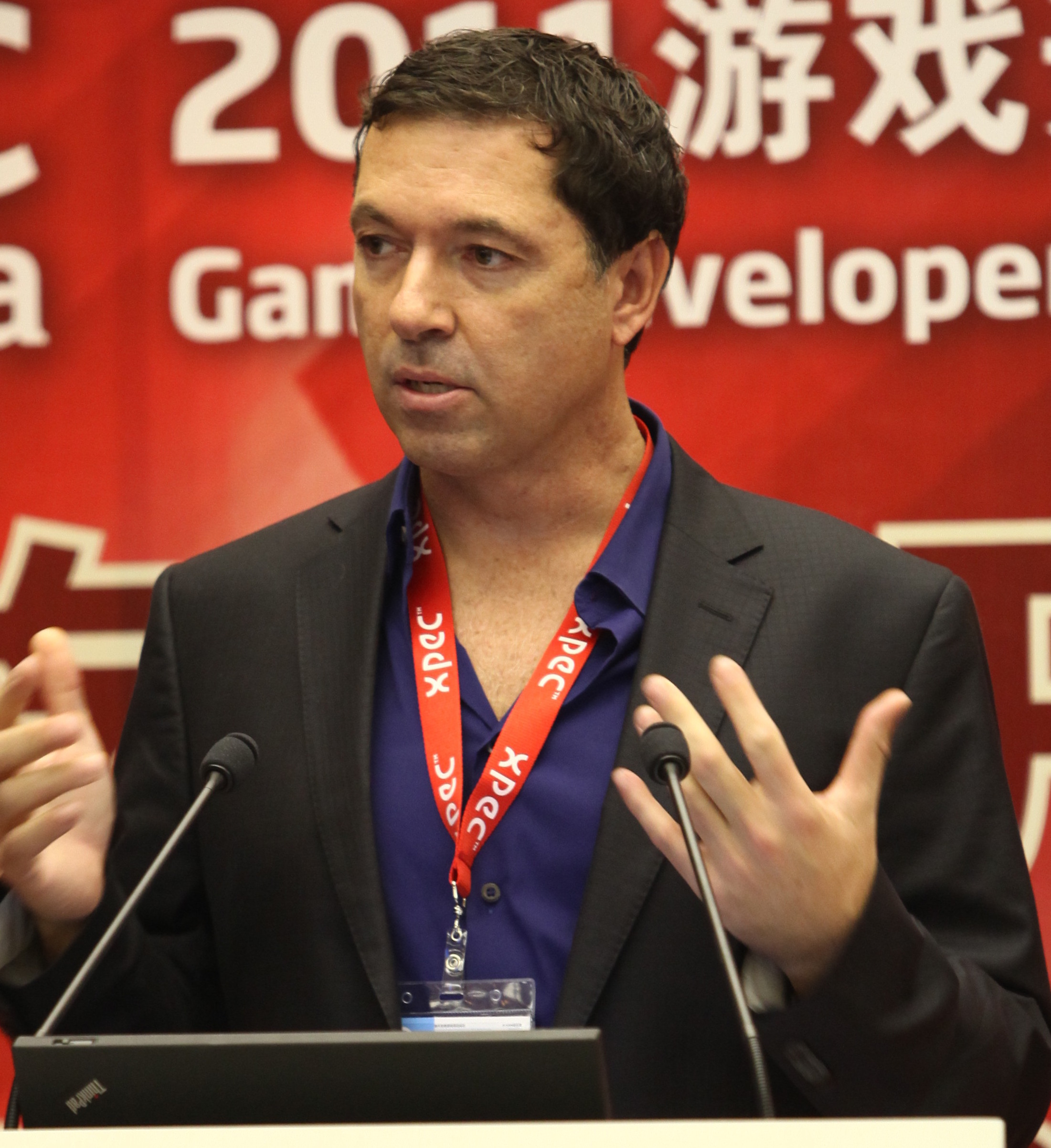
1990年代末，Interplay娱乐創辦人布萊恩·法戈（攝於2011年）提出了《異塵餘生》MMO的構想

1990年代末，美國遊戲公司Interplay娱乐推出的《異塵餘生》及《辐射2》大獲成功，公司創辦人布萊恩·法戈讀到雜誌《GameSpot》的一項調查，調查顯示玩家們想要一款《異塵餘生》系列的大型多人線上遊戲（MMO）。MMO在當時逐漸流行，《无尽的任务》與《网络创世纪》的成功便是例子。法戈將《異塵餘生》MMO的點子介紹給黑島工作室創辦人費格斯·厄克特，不過厄克特婉拒，厄克特認為這個計畫的風格與黑島工作室製作的遊戲不符，而且Interplay缺乏資源來支撐這項大型計畫。Interplay那時陷入財務困境，並將持續好幾個年頭。《USgamer》記者凱特·貝利（Kat Bailey）將之歸因於當時遊戲開發成本提升，以及电脑游戏的地位下滑。對於為何在公司財務吃緊時提出MMO企劃，法戈在2012年表示：「製作MMO在1990年代末不至於耗資1億美金，但終究我們的財務也沒有充裕到可以藉機出手，所以我選的時間點確實非常不好。」
被厄克特拒絕後，法戈將MMO企劃推介給Engage。Engage是Interplay於1996年成立的分部，專司線上遊戲的開發。外界對這段時期發生的事情所知不多，不過開發者蒂姆·凱恩記得自己曾告誡Engage成員，《異塵餘生》是以單人遊戲奠定基礎的系列，製作一款多人遊戲可能不是好主意。凱恩也指出，《異塵餘生Online》有個會觸霉頭的縮寫：「F.O.O.L.」（笨蛋）。由於財務每況愈下，Interplay最終在1999年被法國的泰特斯互動收購。法戈在翌年離職，原因是與新老闆埃爾韋·卡昂（Hervé Caen）與艾力克·卡昂（Eric Caen）意見不合。2004年6月，Interplay的財務狀況跌到谷底，加州勞資關係部以公司缺乏勞工保險且拖欠工資為由，勒令Interplay暫停運營。雖然如此，埃爾韋·卡昂仍聲稱公司有意開發MMO，《異塵餘生》的MMO便是計畫之一。

### 合約
2004年10月，Interplay將《辐射3》的遊戲開發權出售給贝塞斯达软件，後者支付了117萬5千美元的預付版權費。Interplay仍有權製作帶有《異塵餘生》商标的MMO，但交易過後有很長一段時間沒有相關消息。2006年12月，Interplay有意在泛歐交易所出售股票，並為此向美国证券交易委员会（SEC）提交申報文件，這些文件披露了《異塵餘生》MMO的製作資訊。從中可知，Interplay將以訂閱制經營該作，並稱之為第一款完全由美國出品的MMO。該作的製作預算為7500萬美元，預計2007年1月投入開發，上市時間訂為2010年第三季度。Interplay預估首發那年將有100萬名訂閱戶，從第二年開始每年可有1.6億美元的收入。截至此時，Interplay已經整整兩年沒有推出遊戲。
2007年4月，贝塞斯达在開發《辐射3》的同時，向Interplay買下了《異塵餘生》的整個知识产权（IP），價碼是575萬美元。在這筆交易當中，Interplay透過商標授權協議（trademark licensing agreement，TLA）保住了《異塵餘生》MMO的版權，不過必須滿足一些條件，否則授權將終止。首先，Interplay必須在24個月內（2009年3月底以前）籌措3000萬美元的資金，並在兩年內（2009年4月4日以前）投入遊戲開發，最後在第四年內推出遊戲。埃爾韋·卡昂原本沒有打算留下《異塵餘生》MMO的版權，整個IP開價5000萬美元（理由是MMO極具價值），不過贝塞斯达嫌貴而選擇不收購MMO。艾力克·卡昂聲稱，贝塞斯达不信Interplay有能力履行合約，他們打的算盤是等到約定期滿，不必多花錢就能把MMO的版權拿到手。贝塞斯达的母公司ZeniMax Media在同年成立以開發MMO為主的ZeniMax Online Studios，加強了艾力克·卡昂說法的可信度。

### 初期開發

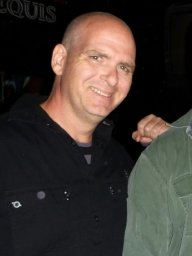
系列首作班底傑森·D·安德森（攝於2015年）擔任該作的首席總監，2009年時因贝塞斯达的相關行為而灰心退出

2007年11月，Interplay啟動了《異塵餘生》MMO的前期製作，並聘請系列首作的製作班底傑森·D·安德森擔任首席總監。另一系列元老克里斯多福·泰勒也在2008年9月被聘為首席系統設計師。該作在當時以代号「Project V13」稱之，取自系列首作的遊戲起始點「13號避難所」（Vault 13）。安德森希望Project V13有著貼近初代遊戲的氛圍，遊戲圖像的風格則借鑒漫畫《鐵血硬漢》和電影《妙想天开》，後一個想法在製作初代遊戲時就有，但當時由於技術限制而無法實現。Project V13的美術設計凱勒布·克里夫蘭（Caleb Cleveland）指出，該作的初期概念藝術主打复古未来主义，系列前幾作的橙色荒土景觀則少一些。根據克里夫蘭的說法：「（安德森）想要為大都市區打造各具特色的天際線，如此一來你穿過隧道後就會心想：『喔，這是核爆後的紐約。』然後遊戲裡會有巨大坑洞，玩家必須橫越過去。无线电城音乐厅將有四分之一英里（400公尺）那麼高，非常巨大……。单轨系统遍布各處，這一切的目的是盡可能讓遊戲看起來有1950年代風格，而且瘋狂。」
依照合約，贝塞斯达會審核《異塵餘生》MMO的設計文檔，但安德森稱贝塞斯达拒絕批准任何文檔，阻礙了Project V13的開發。根據安德森的說法：「贝塞斯达無視我們的請求且完全不予答覆。我感覺到他們根本不打算放行這款遊戲。」整個企畫滯礙不前令安德森感到灰心，他於2009年初轉職到InXile娛樂開發《荒野遊俠2》。到了同年4月3日，Project V13還沒投入全面開發，合約中的最後期限已迫在眉睫時，Interplay宣布與保加利亞的Masthead Studios合作，後者當時正在開發另一款MMO《地球崛起》。兩家公司將合資及開發Project V13，且Interplay可以使用《地球崛起》的游戏引擎。

### 官司與結局
2009年9月9月，贝塞斯达針對Interplay向美国马里兰联邦地区法院提起訴訟，控告Interplay侵犯商標權、違反契約以及反竞争行为等10項罪名，其中的違約指控與《異塵餘生》MMO有關。贝塞斯达聲稱，Interplay未能在截止日期前籌措必要資金以及投入《異塵餘生》MMO的全面開發，即未履行2007年的合約，因此向法院要求終止針對MMO的商標授權協議。贝塞斯达也將Interplay與Masthead的合作列為違約行為，因為Interplay未在期限內（2009年3月底）籌足資金時就已失去授權。Interplay在2009年4月收到贝塞斯达的違約通知時予以駁斥，並在2009年10月反訴贝塞斯达違約，聲稱贝塞斯达違反合約中的商標授權協議以及資產購買協議之條款。Interplay要求維持這兩項協議，或者撤銷2007年的交易。2009年12月10日，地区法院否決贝塞斯达申請的審前暫時禁制令，雙方暫時維持現狀，Project V13的開發免於受限。贝塞斯达一度為此上訴，後於2010年4月放棄上訴。
2010年6月，Interplay公開了Project V13的正式名稱《異塵餘生Online》（Fallout Online），並釋出該作的網站。該網站包含一支三十多秒的前導預告片，以及參加Beta測試的報名表。對於此消息，《The Escapist》的安迪·查克（Andy Chalk）開玩笑稱：「《異塵餘生Online》肯定會成為史上最棒的MMOG，甚至遠超《魔兽世界》。這話怎說？因為這款遊戲之所以還在，只有上天保佑才說得通。」2010年10月，艾力克·卡昂透露Beta測試訂於2012年進行，遊戲上市時間則是2012年下半年。對於遊戲的完成度，他聲稱：「現在我們的製作團隊有90人。早在2009年1月的時候，玩家就已經可以在遊戲裡到處走了。」
《異塵餘生Online》的遊戲網站發布之後，贝塞斯达在2010年11月修改了訴訟內容，聲稱Interplay只有權使用「異塵餘生」這一商标，但無權使用任何與該系列相關的素材，Masthead也一併成為被告。Interplay稱贝塞斯达的新訴訟「非常荒謬」，並也修改了對贝塞斯达的反訴內容，聲稱贝塞斯达企圖抹煞2007年的合約。2011年9月，美国联邦法官約翰·F·華特駁回贝塞斯达針對Masthead的暫時禁制令，表示：「事實上，（贝塞斯达）早在2011年2月就察覺Masthead可能侵犯版權，但原告隔了7個月才申請單方面的司法救濟。（……）能正當化禁制令的危急事態是被告自行造成的。」贝塞斯达提出上訴，但一個月後便被駁回。
這起為時甚久的官司在2012年1月劃下句點，贝塞斯达宣布已與Interplay庭外和解。根據和解內容，《異塵餘生Online》遭到取消，且開發《異塵餘生》MMO的權利回到贝塞斯达手中。雙方各自負擔訴訟費用，而Interplay會收到贝塞斯达支付的200萬美元。Interplay可以繼續販售舊三作《異塵餘生》、《辐射2》與《辐射战略版：钢铁兄弟会》，直到2013年12月31日為止。《異塵餘生Online》取消後，Interplay轉而與黑島工作室開始籌備一款末日題材單人遊戲《Project V13》，沿用了《異塵餘生Online》的代號。該企劃透過群眾募資僅募集到幾千美元，據稱已被取消。贝塞斯达在2018年發行了自家的《異塵餘生》線上遊戲《辐射76》。

## 備註
1. ↑  原文：
2. ↑  根據《GamesTM》報導，在法戈離職後的某個時間點，澳洲工作室Micro Forté（英语：Micro Forté）獲邀開發一款《異塵餘生》的MMO，但該企劃石沉大海[5]。
3. ↑  相当于2023年的189.5萬美元。
4. ↑  前期製作500萬、製作4000萬、發行3000萬[11]。
5. ↑  相当于2023年的844.9萬美元。
6. ↑  原文：
7. ↑  原文：
8. ↑  原文：
9. ↑  原文：
10. ↑  原文：
11. ↑  相当于2023年的265.4萬美元。

## 外部連結
- 官方网站（页面存档备份，存于）